# 오봉옥 (시인)
오봉옥(1962년 ~ )은 대한민국의 시인이자 교수이다. 전주대학교 국어국문학과 학사, 연세대학교 대학원 국어국문학과 석사를 졸업하고 및 연세대학교 대학원 국어국문학과 박사 수료를 하였으며, 현재 서울디지털대학교 문예창작학과 교수직을 맡고 있다.